# زبان پالائی

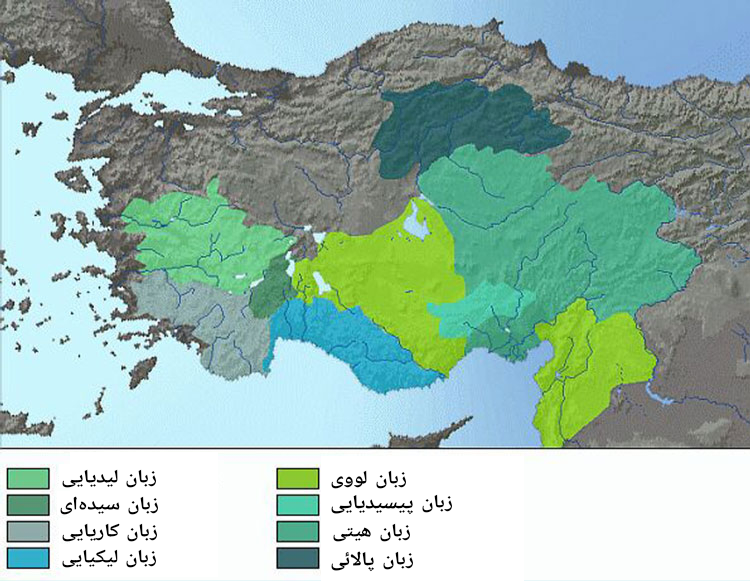
نقشه پراکندگی زبان‌های آناتولی، در هزاره دوم و اول قبل از میلاد.

زبان پالائی (به انگلیسی: Palaic language)، از زبان‌های مرده خانواده زبانی زبان‌های هندواروپایی و از شاخه زبان‌های آناتولی آن است. نگارش‌هایی از این زبان در لوح‌های میخی عهد برنز خاتوشا پیدا شده‌است. نام آن در زبان هیتی پالائومنیلی به معنی "از مردم پالا" می‌باشد؛ پالا، احتمالاً در شمال غربی ناحیه کانونی هیتی‌ها که شمال غربی ترکیه کنونی است، بوده‌است. کاشکاها در سده پانزدهم پیش از میلاد مسیح به این منطقه تاختند و از آن پس این زبان رو به فراموشی نهاد.